# Ширшин Григорій Чоодуйович
Григорій Чоодуйович Ширшин (5 серпня 1934, село Нарин Ерзінського кожууна Тувинської Народної Республіки, тепер Ерзінського кожууна Республіки Тива, Російська Федерація) — радянський державний діяч, 1-й секретар Тувинського обласного (республіканського) комітету КПРС. Кандидат у члени ЦК КПРС у 1976—1990 роках. Член ЦК КПРС у 1990—1991 роках. Депутат Верховної Ради СРСР 8—11-го скликань. Народний депутат СРСР (1989—1991). Кандидат історичних наук (1972).

## Життєпис
Народився в родині арата (селянина).
У 1950—1952 роках — секретар народного суду Ерзінського району Тувинської автономної області.
У 1952—1954 роках — завідувач відділу Ерзінського районного комітету ВЛКСМ Тувинської автономної області.
У 1954—1955 роках служив у Радянській армії.
З 1955 року працював вчителем Моренської школи Ерзінського району Тувинської автономної області.
У 1955—1957 роках — учень Кизильського педагогічного училища.
У 1957—1959 роках — 2-й секретар, 1-й секретар Ерзінського районного комітету ВЛКСМ Тувинської автономної області.
Член КПРС з 1958 року.
У 1959—1960 роках — завідувач відділ Тувинського обласного комітету ВЛКСМ; 1-й секретар Кизильського міського комітету ВЛКСМ.
У 1960—1961 роках — секретар з пропаганди, 2-й секретар Тувинського обласного комітету ВЛКСМ.
У 1961—1967 роках — 1-й секретар Тувинського обласного комітету ВЛКСМ.
У 1964 році закінчив заочно Вищу партійну школу при ЦК КПРС.
З 1967 року — завідувач відділ пропаганди і агітації Тувинського обласного комітету КПРС.
У 1972 році закінчив Академію суспільних наук при ЦК КПРС, соціолог-політолог.
У 1972 — 11 травня 1973 року — секретар Тувинського обласного комітету КПРС.
11 травня 1973 — червень 1990 року — 1-й секретар Тувинського обласного комітету КПРС. У червні 1990 — серпні 1991 року — 1-й секретар Тувинського республіканського комітету КПРС.
У 1992—1996 роках — радник 1-го заступника голови уряду Республики Тива, уповноважений представник президента Республіки Тива зі зв'язків з Монголією з правами заступника глави уряду.
У 1995—1998 роках — голова Великого Хурал (з'їзду) народу Республіки Тива. У 1998—2002 роках — депутат Верховного Хуралу Республіки Тива, був головою Комітету з питань бюджету, податків та фінансів.
Потім — персональний пенсіонер у місті Кизилі Республіки Тива.

## Нагороди і звання
- орден Леніна
- орден Жовтневої Революції
- орден «Знак Пошани»
- два ордени Республіки Тива (2004, 2008)
- орден Полярної Зірки (Монголія)
- медаль «За доблесну працю. В ознаменування 100-річчя з дня народження Володимира Ілліча Леніна» (1970)
- медаль «За відзнаку в охороні державного кордону СРСР»
- медаль «За освоєння цілинних земель»
- медалі
- Почесна грамота Президії Верховної Ради СРСР
- Почесний громадянин міста Кизила (2004)